# Barry Hayles
Barrington Edward »Barry« Hayles, angleško-jamajški nogometaš, * 17. april 1972, Lambeth, Anglija, Združeno kraljestvo.
Od leta 2022 je aktiven v klubu Windsor kot igralec-trener.